# Marua Brahmi
Marua Brahmi (árabe: مروى مروى, nacida el 19 de septiembre de 1988) es una atleta paralímpica tunecina que compite principalmente en pruebas de lanzamiento de mazas categoría F32. Es la campeona paralímpica de 2016 en la categoría de lanzamiento de mazas F32 y en la de lanzamiento de bala F32.

## Carrera atlética
Discapacitada con parálisis cerebral, Brahmi se dedicó al deporte en 2008, hizo su debut internacional en 2009, su primera gran competición internacional fue en los Campeonatos Mundiales de Atletismo del IPC de 2011 celebrados en Christchurch, Nueva Zelanda, donde ganó una medalla de oro en los lanzamientos de maza F31/F32/F51, también fue 11.ª en el lanzamiento de bala F32/F34.
Brahmi compitió en los Juegos Paralímpicos de verano de 2012 en Londres, Reino Unido. Allí ganó una medalla de oro en lanzamiento de mazas femenino F31/32/51 y una medalla de bronce en lanzamiento de mazas femenino F32/33/34.
En los Campeonatos Mundiales de Atletismo IPC de 2013 en Lyon, Francia, al ganar la medalla de oro en el lanzamiento de mazas rompió el récord mundial al lanzar 24,15 metros, también terminó cuarta en el lanzamiento de bala.
En los Campeonatos Mundiales de Atletismo IPC de 2015 en Doha, Catar, ganó el oro de nuevo en el lanzamiento de maza, en realidad únicamente venció a la lanzadora argelina Mounia Gasmi por 4 centímetros, y siguió con la medalla de oro en el lanzamiento de bala F32.
También logró ganar dos medallas de oro en los Juegos Paralímpicos de Río de Janeiro 2016, primero ganando el de lanzamiento de maza F32 en una nueva distancia de 26,93 metros de récord mundial, y de nuevo venciendo a Mounia Gasmi que tuvo que conformarse con la medalla de plata de nuevo, ocho días más tarde ganó el lanzamiento de peso F32 de 5,76 metros, que fue un nuevo récord paralímpico, su oponente más cercano estaba más de un metro detrás.